# Kæmpekænguru
Kæmpekænguru er betegnelsen for de største arter af kænguruer, især rød kæmpekænguru (Macropus rufus) og de to nært beslægtede grå kæmpekænguru (M. giganteus) og vestlig grå kæmpekænguru (M. fuliginosus). Med navnet "kæmpekænguru" mentes tidligere kun arten Macropus giganteus (nu: "grå kæmpekænguru").